# Octannitril
Octannitril ist eine chemische Verbindung aus der Gruppe der Nitrile.

## Gewinnung und Darstellung
Octannitril kann durch Reaktion von Octanamid mit Phosphorpentoxid gewonnen werden. Alternativ kann Octannitril auch nach einem biotechnologischen Verfahren unter Verwendung von Aldoximdehydratase hergestellt werden. Die Synthese geht von Octanal und Hydroxylamin aus und verläuft über Octanaldoxim als Substrat für das Enzym.

## Eigenschaften
Octannitril ist eine brennbare, schwer entzündbare, farblose Flüssigkeit mit charakteristischem Geruch, die praktisch unlöslich in Wasser ist.

## Verwendung
Octannitril wird als Lösungsmittel zur Untersuchung der Zwischenprodukte bei der Zersetzung von aliphatischen Diazoverbindungen verwendet. Außerdem wird es in der Parfümerie verwendet. Es weist einen aldehyd-artigen und blumigen Geruch auf mit Zitrus-, Orris- und fruchtiger Kokosnuss-Note.

## Sicherheitshinweise
Die Dämpfe von Octannitril können mit Luft ein explosionsfähiges Gemisch (Flammpunkt 73 °C) bilden.